# Pariser Vorortverträge
Pariser Vorortverträge ist ein gemeinsamer Oberbegriff für die fünf Friedensverträge der alliierten und assoziierten Siegermächte des Ersten Weltkrieges mit den Staaten der früheren Mittelmächte, die den Krieg verloren hatten. Die Verträge wurden in der Folge der Pariser Friedenskonferenz 1919 von den Siegermächten einseitig aufgesetzt. Sie mussten von den Vertretern der unterlegenen Mittelmächte unterzeichnet werden. Sie beendeten damit formal den Ersten Weltkrieg.
Die Bezeichnung „Pariser Vorortverträge“ rührt von dem Umstand her, dass jeder der Verträge an verschiedenen Orten im Umland von Paris, meist in ehemaligen Palästen, unterschrieben wurde.

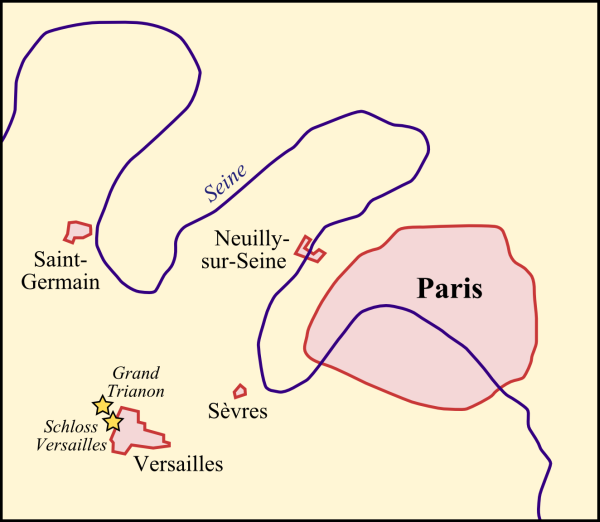
Orte vor den Toren von Paris

Die Verträge enthalten nicht nur für die jeweiligen Kriegsgegner spezifische Punkte, sondern auch je gleichlautend die Satzungen des Völkerbunds und der Internationalen Arbeitsorganisation (IAO).
Die einzelnen Verträge sind:
- Vertrag von Versailles mit dem Deutschen Reich, unterzeichnet am 28. Juni 1919
- Vertrag von Saint-Germain-en-Laye mit Deutschösterreich (danach Republik Österreich), unterzeichnet am 10. September 1919
- Vertrag von Neuilly-sur-Seine mit Bulgarien, unterzeichnet am 27. November 1919
- Vertrag von Trianon mit Ungarn, unterzeichnet am 4. Juni 1920
- Vertrag von Sèvres mit dem Osmanischen Reich, unterzeichnet am 10. August 1920 (später, am 24. Juli 1923, im Vertrag von Lausanne zugunsten der noch im selben Jahr gegründeten Türkei revidiert)

Die Verfassunggebende Deutsche Nationalversammlung hatte am 22. Juni 1919 mit Mehrheit für die Annahme des Versailler Vertrags gestimmt.
Im Türkischen Befreiungskrieg lehnten die Nationalisten in Ankara den Vertrag von Sèvres ab und ließen die Unterzeichner des Vertrags am 19. August 1920 zu Vaterlandsverrätern erklären. Am 1. November 1922 erklärte die Nationalregierung das Sultanat für abgeschafft.
Für den Vatikan, der sich während des Krieges erfolglos als Vermittler eingesetzt hatte, bezeichnete Papst Benedikt XV. die Pariser Vorortverträge als „rachsüchtiges Diktat“ und forderte Gerechtigkeit für die besiegten Mittelmächte. In der Enzyklika Pacem Dei munus vom 23. Mai 1920 distanzierte er sich von den Friedensverträgen.

## Besonderheiten
Nach dem neuen völkerrechtlichen Verständnis konnten Staaten sowohl für ihre Kriegsverbrechen als auch für die Schuld am Kriegsausbruch verantwortlich gemacht werden. Die bis dahin in Friedensverträgen üblichen Oblivionsklauseln wurden mit der Pariser Friedensordnung aufgegeben.
Neben den Verträgen zwischen Siegermächten mit unterlegenen Staaten werden auch Verträge zwischen den Siegerstaaten als Pariser Vorortverträge bezeichnet. Bedeutsam sind Verträge, in denen die Rechte von nationalen Minderheiten geregelt wurden. So gilt der polnische Minderheitenvertrag (auch „Der kleine Vertrag von Versailles“ genannt) vom 28. Juni 1919 als der erste Minderheitenvertrag mit konkret ausgearbeiteten Schutzrechtbestimmungen.